# London North Eastern Railway

Logo

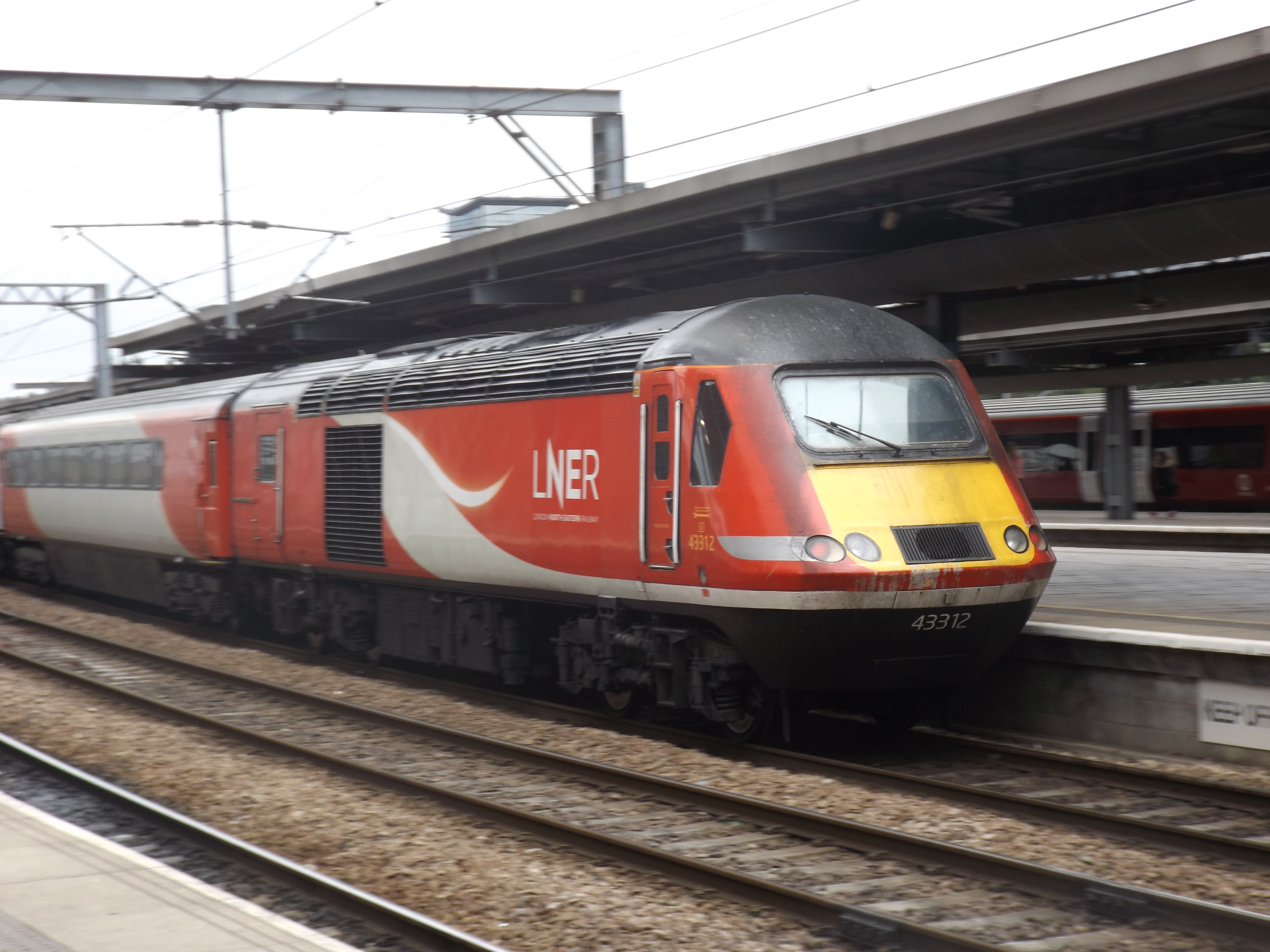
43 312 in LNER-Lackierung in Leeds

Die London North Eastern Railway ist eine britische Eisenbahngesellschaft und ein Tochterunternehmen der staatlichen DfT Operator. 
Die LNER ist nach East Coast die zweite Gesellschaft dieser Franchise, die nicht in privaten Händen liegt, sondern dem britischen Staat gehört. Grund für die Zwangsübernahme waren finanzielle Schwierigkeiten bei Stagecoach, dem mehrheitlichen Besitzer von Virgin Trains East Coast.

## Geschichte
Seit dem 25. Juni 2018  betreibt London North Eastern Railway den Intercity-Verkehr entlang der East Coast Main Line. Sie übernahm vom Vorgänger Virgin Trains East Coast die Triebfahrzeuge und Wagen (Intercity 125 und Intercity 225). In den Jahren 2019 und 2020 wurden sie durch neue Triebzüge von Hitachi ersetzt, die im Rahmen des Intercity Express Programms beschafft wurden. Unter dem Produktnamen Azuma verkehren bei LNER sowohl Zweikrafttriebzüge der Baureihe 800 als auch Elektrotriebzüge der Baureihe 801. Einige der IC 225 werden weiterbetrieben, um Nachfragespitzen und Ausfälle von „Azumas“ abzudecken.
2023 wurden 10 Zehnwagenzüge bei CAF bestellt. Die Elektrotriebzüge sind zusätzlich mit Dieselmotor und Batterie ausgestattet.